# Nick Laird-Clowes
Nick Laird-Clowes (5 de febrer del 1957, Londres, Anglaterra) és un músic conegut per ser el líder, cantant i un dels principals compositors del grup The Dream Academy. També va treballar a la sèrie de televisió The Tube i va fer un àlbum en solitari anomenat Mona Lisa Overdrive que el va treure amb el nom artístic Trashmonk el 1999.
Amic de David Gilmour, va coescriure un bon nombre de lletres per a l'àlbum The Division Bell de Pink Floyd. Com a Trashmonk, va obrir diverses de les actuacions de Gilmour en els primers 2000.
En 2001 va treballar en la banda sonora de The Invisible Circus, i també ha treballat com a consultor musical en diferents musicals. També treballa en el segon disc de Trashmonk.